# Musha shugyō
Le terme musha shugyō (武者修行) désigne la quête ou pèlerinage d'un samouraï du Japon ancien. Le concept est similaire à celui de chevalerie errante dans l'Europe féodale. Un guerrier, appelé shugyōsha, erre à l'aventure pour pratiquer et perfectionner ses compétences sans la protection de sa famille ou de son école. Les activités possibles comprennent la formation avec d'autres écoles, le duel, garde du corps ou un travail mercenaire, et la recherche d'un daimyo au service duquel se mettre.

## Source de la traduction
- (en) Cet article est partiellement ou en totalité issu de l’article de Wikipédia en anglais intitulé « Musha shugyō » (voir la liste des auteurs).